# Luz María
Luz María es una telenovela peruana producida por José Enrique Crousillat para la productora América Producciones, transmitida por la cadena América Televisión. Es emitida entre 1998 y 1999, y cuenta con 176 episodios.
La telenovela está basada en la radionovela El ángel perverso, original de la escritora cubana Delia Fiallo, cuya adaptación, que está a cargo de Maritza Kirchhausen y Luis Felipe Alvarado, ambientan la telenovela en el Perú a finales del siglo XIX.
Está protagonizada por Angie Cepeda y Christian Meier, y cuenta con las participaciones antagónicas de Rosalinda Serfaty, Mariela Alcalá, la primera actriz Sonia Oquendo, Tatiana Astengo, Ricardo Goldenberg, Vanessa Saba y Kathy Serrano.

## Sinopsis
Luz María, una muchacha pobre y sin cultura que trabaja como sirvienta, se enamora de Gustavo Gonzálvez, un joven apuesto casado con una aristócrata malvada.

## Argumento

### Primera parte
A finales del siglo XIX, Luz María (Angie Cepeda) o Lucecita como cariñosamente la llaman sus amigos es una muchacha de campo, bella, ingenua, pobre y sin cultura, que se ve obligada a viajar a Lima para acompañar a Rosa (Flor de María Andrade), su madre enferma. Ambas se hospedan en la casa de Modesta (Teddy Guzmán), una antigua amiga de la madre de Luz María, quien trabaja como cocinera de los Mendoza y Rivero.
La madre de Lucecita, como todos la llaman, no logra recuperarse y en su lecho de muerte llama a Miguel Mendoza y Rivero (Jesús Delaveaux), el verdadero padre de la chica, y le pide que se haga cargo de ella, pero el hombre la contrata como sirvienta, porque no se atreve a confiarle su secreto a su esposa, la distinguida y malvada Graciela (Sonia Oquendo).
Es ahí cuando Luz María se reencuentra con Gustavo Gonzálvez (Christian Meier), a quien ya conocía, pues días atrás el protagonista la encuentra bañándose en el río, donde ella se deshace de él lanzándole piedras junto a Chuspi, su perro. Gustavo Gonzálvez es un joven apuesto que está casado con la única hija de los Mendoza y Rivero, la distinguida, aristócrata, malvada y caprichosa, Angelina Mendoza y Rivero de Gonzálvez (Rosalinda Serfaty), una mujer egoísta y engreída que vive postrada en una silla de ruedas fingiéndo ser inválida para poder retener a su esposo a su lado. Angelina es cuidada por Mirta (Mariela Alcalá), una enfermera reservada pero igual o más maligna que su patrona.
Poco a poco, Lucecita se gana el cariño de todos, al tiempo que surge una irresistible atracción entre ella y Gustavo. Confundida y temerosa, la muchacha huye al campo, en donde se encuentran y no pudiendo resistir más al amor que se tienen, se entregan el uno al otro, y es entonces cuando Luz María queda embarazada.
Entonces, Gustavo decide abandonar a Angelina y luego de un tiempo se casa con Luz María. En medio de la felicidad, justo cuando Lucecita da a luz a su hija, Angelina planea un accidente de carruaje para morir con Gustavo. Ella muere, pero Gustavo pierde la memoria por completo, él es llevado a un hospital en donde está trabajando Mirta. En medio del caos por la guerra civil, Mirta consigue huir del hospital con Gustavo, en coma, y la hija de este, pues convence a la abuela de Lucecita, la madre de Don Miguel, de que necesita a la niña para huir y llevársela a donde se encuentra Gustavo. Además, Mirta hace creer a la señora María (Élide Brero), la abuela, de que Lucecita ha muerto; sin embargo, ella en realidad está desmayada por la impresión de la noticia del accidente de Gustavo. 
Mientras que el dolor de Luz María aumenta cuando ve que Gustavo y su hija han desaparecido de su vida sin dejar huella alguna.

### Segunda parte
Aún pudiendo disponer del dinero de su esposo, prefiere solicitar trabajo con Modesta como sirvienta en la casa de los Aldama, en donde pasa 5 largos años esperando a saber algo de su esposo, y mientras tanto únicamente se dedica a hacer el bien en esta familia, ayudando a todos sus miembros, a cada uno de una forma diferente.
Tiempo después, Lucecita y Modesta buscan otro trabajo. Lucecita llega a la casa que había demandado un trabajo y se da cuenta de que en ella vive Gustavo, que ha vuelto del campo con Mirta, la niña María Rosa (Oriana Cicconi) y Ofelia (Tatiana Astengo), la niñera. Lucecita se desmaya al ver que Gustavo no la reconoce, y es chantajeada por Mirta diciendo que si le dice la verdad a Gustavo, este se volverá loco. Así que Lucecita está obligada a vivir bajo el mismo techo que su esposo y su hija, sirviéndolos, y aguantando los desprecios de Mirta. Poco a poco, Lucecita se gana el cariño de Gustavo y de la niña, a la que solo pudo ver con días de nacida cuando Mirta decidió robársela para poder huir con Gustavo.
Después, Mirta decide envenenar a Lucecita cuando ve que Gustavo, aún sin saber que es su esposa, vuelve a enamorarse de ella. Sin embargo, el veneno lo toma María Rosa por error, y con la ayuda de Modesta y sus amigas Caruca (Tatiana Espinoza) y Fefa (Zonaly Ruíz) (la lavandera), consiguen descubrir que la culpable es Mirta. Ofelia, el falso doctor Quiroga (Ricardo Goldenberg) (primo de Mirta quien hace "creíbles" los síntomas de enfermedad de Gustavo) y Mirta son acusados de intento de homicidio. En medio de todo el caos, el doctor que atiende a la niña y le salva la vida, quien está enamorado de Modesta, el doctor Gutiérrez (Agustín Benítez), averigua que la amnesia de Gustavo puede no ser tan grave y decide contarle toda la verdad.
Le confiesa todo lo que ocurrió, y es cuando Gustavo se entera de que Lucecita es su esposa y es la madre de María Rosa. Esto, es sin duda, el momento más esperado y emotivo de toda la telenovela. Todos callan la gran noticia para que sea el propio Gustavo quien se lo diga a Lucecita. Es entonces, cuando Mirta quiere ver por última vez a Lucecita e intenta matarla con una pistola en su propio cuarto, pero tras ambas forcejear, la pistola se dispara al brazo de la propia Mirta, quien es encarcelada por improperios y amenazas. 
Mientras Luz María y María Rosa leen en el patio en presencia de Gustavo, ella recuerda y menciona a su perro, Chuspi. Gracias a ese insignificante detalle, Gustavo recupera toda la memoria, y después de recibir la agradable e inesperada visita de su hermano, el Padre Emilio (Javier Valdés), Gustavo le cuenta a Luz María que sabe toda la verdad, y es cuando termina todo su calvario y vuelve la felicidad en su vida. Es cuando le explican a María Rosa que Lucecita es su verdadera mamá. Gustavo va a la cárcel a visitar a Mirta y le demuestra todo su odio por los años de vida que le ha hecho perder. Después, Gustavo y Lucecita regresan a vivir a su hacienda en San Sebastián, en donde había empezado la historia.
Por último, Modesta y el doctor Gutiérrez se casan, y todos viven un gran momento de felicidad en la llegada del año nuevo, donde en la fiesta que se hace en las calles se reúnen todos: Los trabajadores de la familia Mendoza (de la que Lucecita es la verdadera heredera), Sergio (Orlando Fundichely) (hijo de Modesta), Fefa, Caruca, Amador (Martín Farfán) (hermano de Fefa) y su esposa Azucena (Ángela Quijandria), todos los familiares de la casa Aldama, y por supuesto, María Rosa, y, Lucecita y Gustavo, quienes sellan su amor con un beso entre fuegos artificiales, dando así inicio al siglo XX.

## Reparto

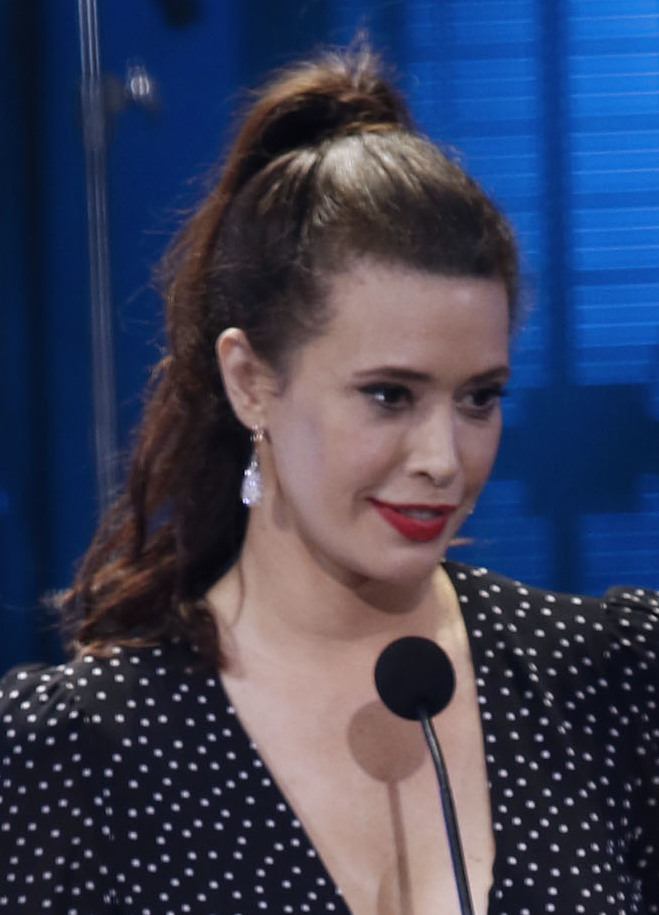
Angie Cepeda es Luz María.
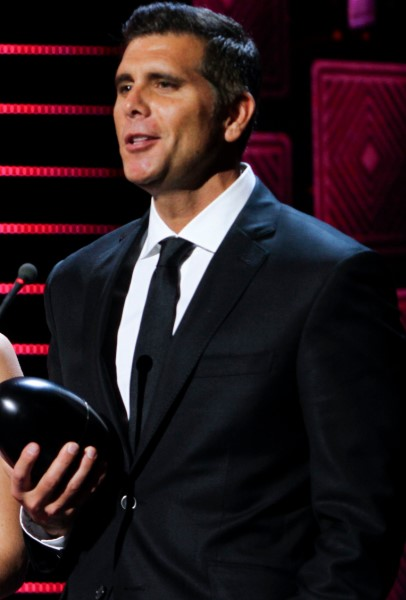
Christian Meier es Gustavo Gonzálvez.

### Principales
- Angie Cepeda es Luz María «Lucecita» Camejo / Luz María «Lucecita» Mendoza y Rivero Camejo
- Christian Meier es Gustavo Gonzálvez
- Rosalinda Serfaty es Angelina Mendoza y Rivero de Gonzálvez
- Mariela Alcalá es Mirta Valdez[4]
- Teddy Guzmán es Modesta Ludeña Vda. de Cosío
- Jesús Delaveaux es Miguel Mendoza y Rivero Santander
- Flor de María Andrade es Rosa Camejo
- Gabriel Anselmi es Frankie
- Tatiana Astengo es Ofelia
- Reynaldo Arenas
- Agustín Benites es Dr. Agustín Gutiérrez
- Élide Brero es Doña María Santander Vda. de Mendoza y Rivero
- Cecilia Brozovich
- Dante Casanova
- Oriana Cicconi Dammert es María Rosa «Marita» Gonzálvez Mendoza y Rivero[5]
- Patricia Do Carvalho
- Antonio «Tony» Dulzaides es Álvaro Revoredo
- Gustavo Bueno
- Claudia Dammert
- Tatiana Espinoza es Caruca
- Javier Echevarría es José Julián Aldama de la Vega
- Martín Farfán es Amador Espósito
- Orlando Fundichely es Sergio Cosío Ludeña
- Rossana Fernández-Maldonado es Liliana «Lily» Aldama de la Vega
- Yvonne Frayssinet es Cristina de la Vega de Aldama
- Janet Gutarra es Charo Rioja
- Gabriel Figueroa
- Sergio Galliani es Enrique
- Ricardo Goldenberg es Julio Quiroga
- Julio Marcone es Vicente León
- Juan Manuel Ochoa
- José Enrique Mavila es Dr. Alejandro Aldama
- Carlos Mesta es Ricardo
- Fernando Pasco es Martín
- Ana Pheifer
- Ángela Quijandría es Azucena
- Zonaly Ruíz es Fefa Espósito
- Ramsay Ross
- Edward Serrano
- Ivonne Rincón
- Jury Rojas
- Hernán Romero
- Frederick Truslow
- Vanessa Saba es Katalina «Katy» Curiel de la Vega
- Kathy Serrano es Laura de la Vega Vda. de Curiel
- Javier Valdés es Padre Emilio Gonzálvez
- Mario Velázquez
- Carlos Victoria es Pedro Rioja
- Sonia Oquendo es Graciela de Mendoza y Rivero
- Orlando Sacha
- Carlos Gassols

### Recurrentes e invitados especiales
- Walter Wallpa
- Juan Gálvez
- Jorge Moscoso
- Cecilia Acosta
- Margarita Romero
- Fernando Ledesma
- Teresa Raez
- Diana Levene
- Norah Cafferata
- Patricia Cano
- Freddy Ballumbrosio
- Denis Ballumbrosio
- Natalia Ballumbrosio
- José Ballumbrosio
- Marcial Matthews
- Luis "Lucho" Cáceres
- Juan Carlos Díaz
- Ricardo del Río
- Daniel Vázquez
- Leónidas Gonzales
- Lily Zeny
- Álex Abanto
- Kolela Derteano
- Norka Ramírez
- Manuel Jesús Cerna
- Patricia Altuna
- Claudia Sánchez
- Álex Dante
- Talo Ventosilla
- Roberto Barraza
- Wilmer Alo
- Luis Arias
- Neril Olaya
- Camilo Ballumbrosio
- Juan Chirinos
- José Luis Adrianzén
- Carlos Chiessa
- Lidia D' Negri
- Alexander de Groote
- Roberto Madueño
- Carlos Maguña
- Lucía Vivanco
- Juan Luis Simón
- Rafael Sánchez Mena
- Roberto Aguirre
- Rocío Madueño
- Javier Pérez
- Carlos Ravines
- Carlos Vila
- Rosita Rodríguez
- Paco Campos
- Percy Encinas
- Luis Carlos Herrera
- Mariel Melgar
- José Chacallana
- Gilder Mavila
- Juan Germán Castañeda
- Mary Ezeta
- Jorge Bernaola
- Olinda Caballero
- Diego Villegas
- Augusto Varillas
- Julio Herrera
- Mario León
- Sergio Bazo
- Enrique Regalado
- Álex León
- Jesús Aranda
- Manuel Andias
- Jorge Gutiérrez
- Javier Delgiudice
- Silvia Gálvez
- Julio Berrocal
- Alejandro Anderson
- Ciro Umeres
- Roberto Bedoya P. es Sr. Balladares
- Frida Hurtado
- Roxana Yépez
- Álex Hidalgo
- Ana Ponce
- Edilberto Seminario
- Alexander Calagaray
- Mercedes Mayo
- Carmela Medina
- Eli Miñano
- Igor Calvo
- Consuelo Hermoza
- Natalia Montoya
- Eddy Cáceres
- Jonathan Hanss
- Edwin Sierra
- René Vargas
- Gabriel Figueroa
- José Fernández
- Nelson Gonzaga
- Marco Castillo
- Juan Moreno
- Carlos O'nello
- César Valer
- Jackeline "Jackie" Vázquez
- Manuel Calderón
- Alfredo Lévano
- Ricardo Mejía
- Acsi Cicconi
- Yuki Takahashi
- Jocely Rojas
- Juan Carlos Díaz
- Natalia Velarde
- Ana Loly
- Héctor Morales
- Edith Boucher
- Clemen García
- Herber Acento
- Alexander Ruiz
- Rossi Martín
- Antonio Reyes
- Enrique Avilés
- Javier Caljuf
- Mauricio Pinto
- Rubén Enzian
- Mirelis Alba
- Ricardo Espinoza
- Alejandro Pellane
- Mónica Mora
- César A. Kayser
- Robert Julca
- Carlos Tucchio
- Gilberto Torres
- Cecilia Monserrale
- Gladys Hermoza es Mercedes
- Raúl Varela
- Fernando Farrés
- Walter Penny
- Luis Trivelli
- Guillermo Injogul
- Socorro del Rosario
- Daniel Guzmán
- Daniel Camino
- Enrique Alpas
- Álex Backley
- Gustavo Cabrera
- Lisset Fernández
- Miguel Huamán
- María Leal
- Héctor Martínez
- Edgar Sandoval
- Kareen Spano es Sra. Cosío

## Banda sonora
- «Luz María» - Gian Marco
- «Angelina» - Maggie Carles
- «Ay Amor» - Gian Marco y Mónica Cevallos
- «La Dama Blanca» - Gian Marco
- «Que Será de Mí» - Mariela Alcalá
- «Rosa» - Fabiola de la Cuba
- «Fuiste Tú» - Jean Paul Strauss
- «Azabache» - Víctor Coco Salazar

## Versiones
Luz María es una versión de la radionovela El ángel perverso escrita por Delia Fiallo. Esta radionovela es adaptada en 8 ocasiones en total:
- La cadena Venevisión realiza 2 versiones con el título original: Lucecita, la primera realizada en 1967 protagonizada por Marina Baura y José Bardina y antagonizada por Ivonne Attas y Gioia Lombardini, y la segunda realizada en 1972 con el mismo título protagonizada por Adita Riera y Humberto García y antagonizada por Ivonne Attas, Betty Ruth y Gioia Lombardini.
- En 1983, Venevisión realiza una versión llamada Virginia protagonizada por Alba Roversi y Miguel Ángel Landa y antagonizada por Cristina Reyes y Yolanda Méndez, versión polémica porque no tiene la autorización de Delia Fiallo quien demanda a Venevisión.
- En Argentina, también se realiza esta historia. La primera versión es la telenovela Estrellita, esa pobre campesina, realizada en 1968 protagonizada por Marta González y Germán Krauss y antagonizada por Gabriela Gil, Nora Massi y Beatriz Iribar, la segunda es la película Lucecita estrenada en 1976 y la tercera es la telenovela Estrellita mía realizada en 1987 protagonizada por Andrea del Boca y Ricardo Darín y antagonizada por Marisel Antonione, Virginia Ameztoy, Marina Skell y Alicia Aller.
- Esta historia también tiene una versión en Colombia. La telenovela, titulada Lucerito es realizada en 1992 por Jorge Barón Televisión, protagonizada por Linda Lucía Callejas y Guillermo Gálvez, y con la participación antagónica de Natalia Ramírez.